# Apodacra heptopotamica
Apodacra heptopotamica är en tvåvingeart som beskrevs av Boris Borisovitsch Rohdendorf 1925. Apodacra heptopotamica ingår i släktet Apodacra och familjen köttflugor.
Artens utbredningsområde är Kazakstan. Inga underarter finns listade i Catalogue of Life.